# Sikaiana makii
Sikaiana makii är en insektsart som beskrevs av Frederick Arthur Godfrey Muir 1915. Sikaiana makii ingår i släktet Sikaiana och familjen Derbidae. Inga underarter finns listade i Catalogue of Life.